# Lithobius pectinatus
Lithobius pectinatus är en mångfotingart som beskrevs av Masatoshi Takakuwa 1939. Lithobius pectinatus ingår i släktet Lithobius och familjen stenkrypare. Inga underarter finns listade i Catalogue of Life.